# Federazione pallavolistica di Niue
La Federazione niueana di pallavolo (eng. Niue Island Volleyball Association, NIVA) è un'organizzazione fondata per governare la pratica della pallavolo a Niue.
Organizza il campionato maschile e femminile, e pone sotto la propria egida la selezione maschile e femminile.
Ha aderito alla FIVB nel 1964.